# Carta da lucido

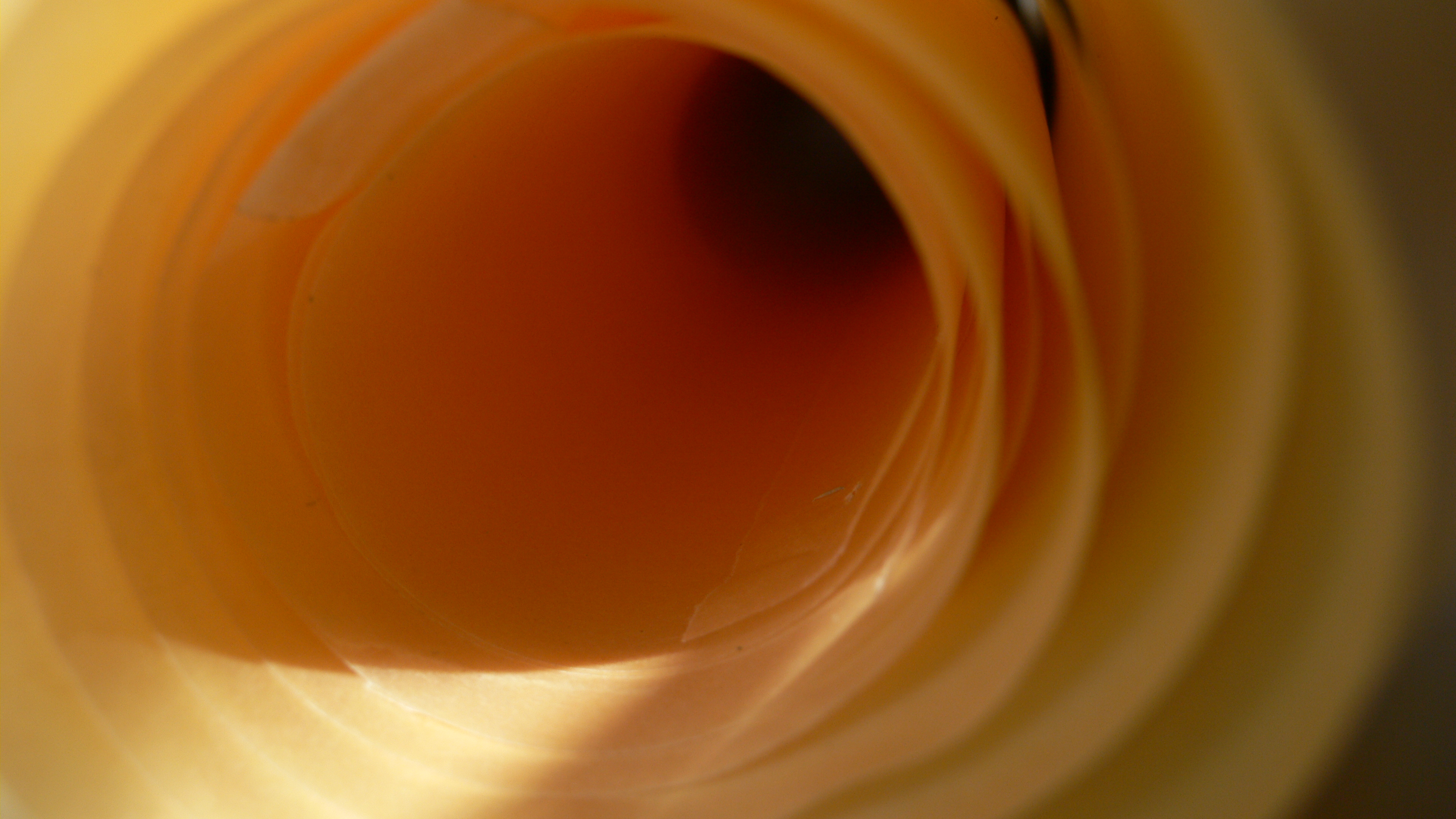
Un rotolo di carta da lucido gialla

La carta da lucido o carta lucida è una carta a bassa opacità che consente il passaggio della luce. Viene usata per ricalcare un’immagine a occhio nudo. Detta anche carta mozzarella, non va confusa con la carta forno.

## Storia
È stata originariamente sviluppata per architetti, ingegneri e progettisti per consentire di creare disegni che potevano essere copiati con precisione, usando il processo con diazocomposti. Successivamente è stata impiegata per molti altri usi. L'uso originale per il disegno e la traccia è stato ampiamente sostituito da tecnologie che non richiedono la copia manuale (mediante traccia) dei disegni.
La trasparenza della carta è raggiunta da un'attenta selezione delle materie prime e dal processo utilizzato per creare trasparenza. La fibra di cellulosa, che costituisce la base della carta, di solito proviene da specie legnose, ma anche da fibra di cotone. Spesso la carta contiene altri materiali di riempimento per migliorare l'opacità e la qualità di stampa. Per disegnare/scrivere sulla carta traslucida, è necessario rimuovere qualsiasi materiale che ostruisca la trasmissione della luce.